# Жеймяна (река)
Жеймяна (Жеймена, лит. Žeimena, устар. Жеймянка) — река в Литве, в Аукштайтии, правый приток Вилии (Няриса). Длина 80 км (по некоторым оценкам — 114 км), площадь бассейна 2792,7 км². Протекает по территории Швенчёнского района. Истоком является одноимённое озеро.

Герб Пабраде

Высота истока — 138 м над уровнем моря. Высота устья — 105 м над уровнем моря.
Река изображена на гербе литовского города Пабраде как лазурный пояс.

## Притоки
- левые: Швянтяле (лит. Šventelė), Добис (лит. Dobis), Саря (лит. Saria), Мяра (лит. Mera), Вовярайте (лит. Voveraitė), Скярдиксна (лит. Skerdiksna), Пятрушке (лит. Petruškė);
- правые: Кяуна (лит. Kiauna), Лукняле (лит. Luknelė), Сиргела (лит. Sirgėla), Лакая[лит.] (лит. Lakaja), Гулбине (лит. Gulbynė), Дубинга (лит. Dubinga), Мячанка (лит. Mečanka), Юсине (лит. Jusinė), Сувалка (лит. Sąvalka).